# Käthe Kruse (Film)
Käthe Kruse ist eine deutsch-österreichische Fernsehbiografie über die Puppenmacherin Käthe Kruse.

## Handlung
Schon seit frühester Kindheit will die junge Katharina Schauspielerin werden, um mit ihrer Mutter der Armut zu entkommen. Sie bekommt erste Hauptrollen am Lessingtheater in Berlin. In der Berliner Gesellschaft lernt sie ihren späteren Ehemann, den Bildhauer Max Kruse kennen, später auch den jungen Anwalt und Fotografen David. Max und Katharina leben mit Kind und ohne Trauschein zusammen, doch Max Kruse verkauft keine Arbeiten mehr. Er bittet seine Partnerin, doch auf Reisen zu gehen, da er in seiner wilden Ehe den Grund für den Auftragsrückgang sieht. Katharina, ihre zwei Kinder und ihre Mutter leben eine Zeitlang am Monte Verità in der Schweiz und lernen freie, alternative Lebensstile kennen. Auf dem Markt fällt einer Kundin die für Katharinas Tochter Maria selbstgebastelte Stoffpuppe auf, und sie kauft sie direkt ab. Von nun an produziert Katharina Puppen in Eigenarbeit. Nach dem Tod ihrer Mutter geht Katharina nach Graz auf Vorschlag von Max Kruse, der dort als Bildhauer beschäftigt ist. Dort beginnt sie, Puppenköpfe aus Ton zu modellieren. 1909 darf sie ihre neuartigen Puppen in einem Warenhaus in Berlin präsentieren und bekommt gute Kritiken. 1914 eröffnet Käthe Kruse ihre eigene Manufaktur in Bad Kösen.
Nach dem Ersten Weltkrieg erscheinen billige, industriell angefertigte Imitationen ihrer Puppen auf dem Markt. Käthe Kruse verklagt daraufhin den Hersteller Bing. Im Gerichtssaal fragt der Richter nach einem Unterschied zwischen den beiden Puppenmodellen. Käthe Kruse formt einen Puppenkopf aus Ton und legt ihn vor dem Richter ab.

## Produktion
Produziert wurde der Film von der Münchner Rich and Famous Overnight Film GmbH, Koproduzent war die österreichische Epo-Film. Beteiligt waren ORF, ARD, der Bayerische und der Mitteldeutsche Rundfunk. Für das Kostümbild zeichnete Thomas Oláh verantwortlich, für die Maske Kerstin Stattmann und für das Szenenbild Matthias Kammermeier.

## Erfolg
Der Fernsehfilm lief am 4. April 2015 in Das Erste und wurde von 3,02 Millionen Menschen gesehen.

## Kritik
„Nicht nur biografisch-historische Details werden dabei erzählt: Der großartigen Kruse-Darstellerin Friederike Becht gelingt mit ihrer ungekünstelten, oft bei aller Freundlichkeit auch herausfordernd-spöttisch auf die Umstände blickenden Katharina ein sehr persönliches Porträt einer modernen Frau. Es ist eine Frau, die die Männer nicht einfach nur anstaunt: Katharina Simon will selbst machen – ganz buchstäblich.“